# 오리지널스
오리지널스(The Originals)는 미국의 The CW 계열에서 2013년 10월부터 2018년 8월까지 방송된 초자연 공포 텔레비전 드라마이다. 《뱀파이어 다이어리》의 스핀오프 작품에 해당한다.

## 출연진
| 배우 이름            | 역할                          | 종족             |
| -------------------- | ----------------------------- | ---------------- |
| 조지프 모건          | "클라우스"니클라우스 마이클슨 | 1세대 하이브리드 |
| 다니엘 길리스        | 일라이자 마이클슨             | 1세대 뱀파이어   |
| 클레어 홀트          | 레베카 마이클슨               | 1세대 뱀파이어   |
| 피비 통킨            | 헤일리 마샬                   | 늑대인간         |
| 찰스 마이클 데이비스 | "마르셀"마르셀러스 제라드     | 뱀파이어         |
| 대니얼라 피네다      | 소피 데버로                   | 마녀             |
| 레아 파이프스        | 카밀 오코넬                   | 인간             |
| 다니엘 캠벨          | 다비나 클레어                 | 마녀             |